# Roman Brelewski
Roman Brelewski (ur. 19 kwietnia 1878, zm. po 1939) – komandor porucznik inżynier Marynarki Wojennej, działacz katolicki.

## Życiorys

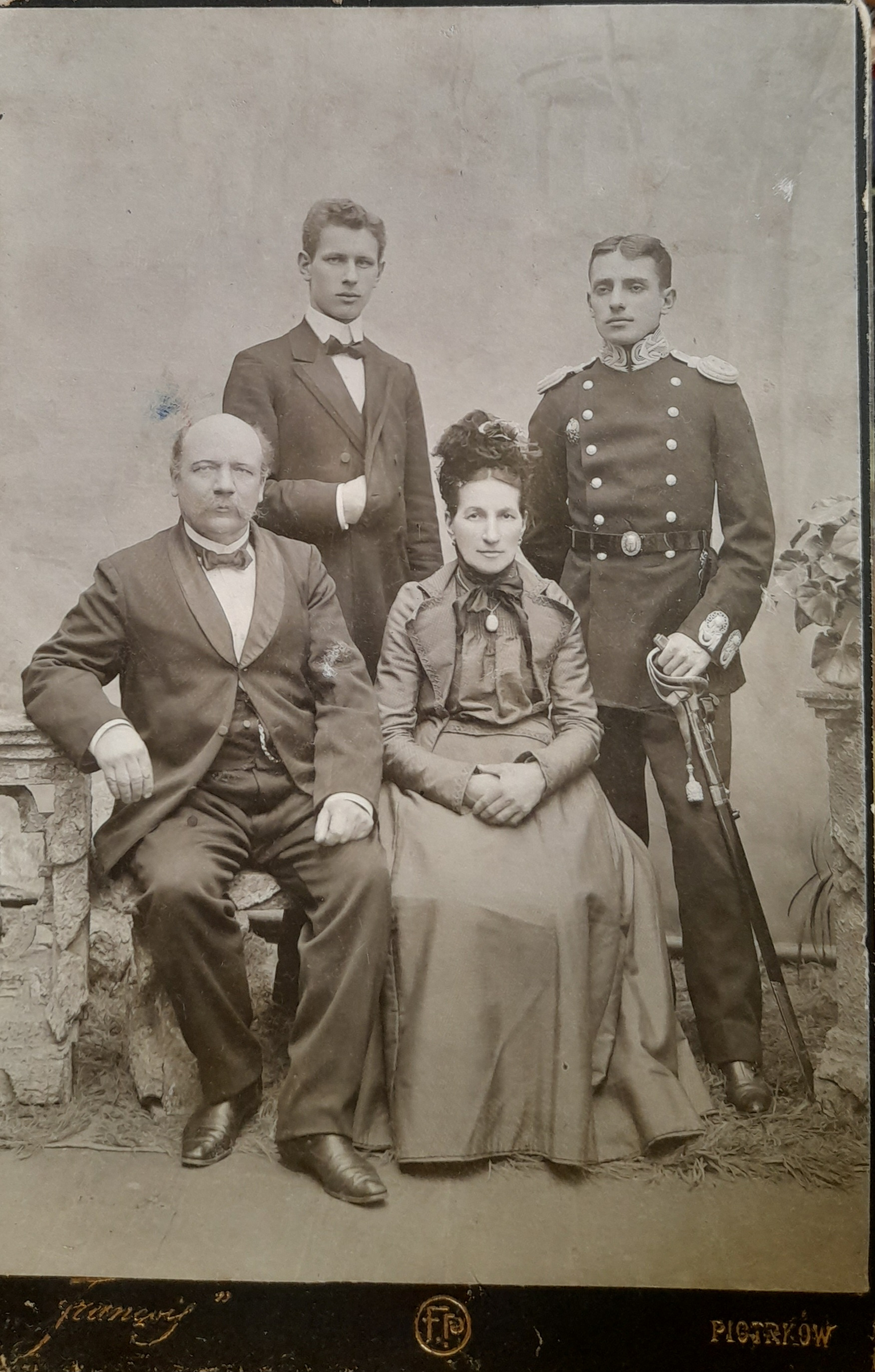
Portret Romana Brelewskiego z bratem Stanisławem oraz rodzicami Janem i Teklą z Mączyńskich. Piotrków Trybunalski. Ze zbiorów rodzinnych.

Urodził się 19 kwietnia 1878 w Częstochowie, w parafii św. Zygmunta, jako syn Jana Brelewskiego, brązownika, oraz Tekli z Mączyńskich. W metryce kościelnej widnieje błędny zapis nazwiska: Brylewski. Ukończył studia w Instytucie Technologicznym w Petersburgu. Od 1902 roku służył w carskiej marynarce wojennej w stopniu młodszego inżyniera mechanika, następnie porucznika inżyniera mechanika (1905). Brał udział w 1904 roku w obronie Port Artur podczas wojny rosyjsko-japońskiej na pancerniku „Retwizan” pod dowództwem Edwarda Szczęsnowicza, jako młodszy mechanik okrętowy, walcząc między innymi w bitwie na Morzu Żółtym. Pod koniec obrony służył na pancerniku „Siewastopol”, a także w obronie twierdzy na froncie lądowym. Został odznaczony za udział w wojnie Orderem Św. Anny IV klasy „za dzielność”, Orderem Św. Stanisława III klasy z mieczami (1905) i Orderem Św. Anny III klasy z mieczami (1908). Pływał następnie na niszczycielach: „Emir Bucharskij” (1905), „Burnyj” (1908–1912) i „Ochotnik” (1912–1913). W 1912 roku awansował na stopień komandora podporucznika inżyniera mechanika. Podczas I wojny światowej, od 1914 roku nadzorował sprawy maszynowe przy budowie okrętów dla Floty Bałtyckiej. Do 1917 roku awansował na stopień komandora porucznika.
Pod koniec kwietnia 1924 był w grupie 117 zakładników powracających z Rosji do Polski. Został przyjęty do Wojska Polskiego. 26 kwietnia 1928 został przeniesiony w stopniu komandora porucznika rezerwy ze starszeństwem z dniem 1 czerwca 1919 do pospolitego ruszenia. W 1934 jako komandor porucznik inżynier pospolitego ruszenia rezerwy ze starszeństwem z dniem 1 czerwca 1919 był zweryfikowany w korpusie oficerów technicznych Marynarki Wojennej i pozostawał wówczas w ewidencji Powiatowej Komendy Uzupełnień Warszawa Miasto III. Pracował w Departamencie Przemysłu Wojennego MSWojsk. 28 kwietnia 1939 został przeniesiony do korpusu oficerów służb i jednocześnie zwolniony z powszechnego obowiązku wojskowego.

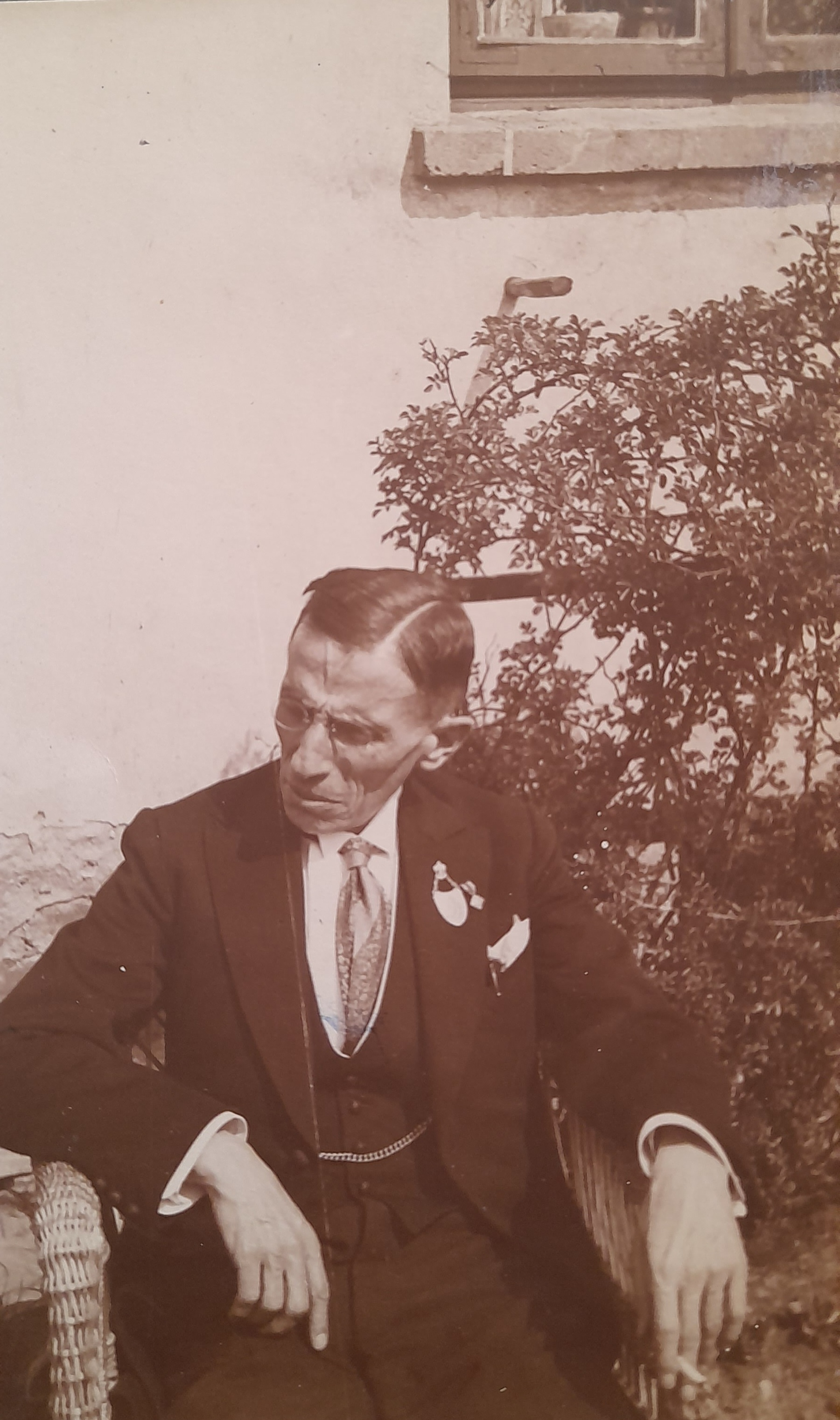
Roman Brelewski. Zdjęcie zrobione w końcu lat 30. lub już za okupacji przed domem rodzinnym Stanisława i Janiny Brelewskich przy ul. Rohatyńskiej w Warszawie (kolonia Tadeusza Kościuszki). Ze zbiorów rodzinnych.

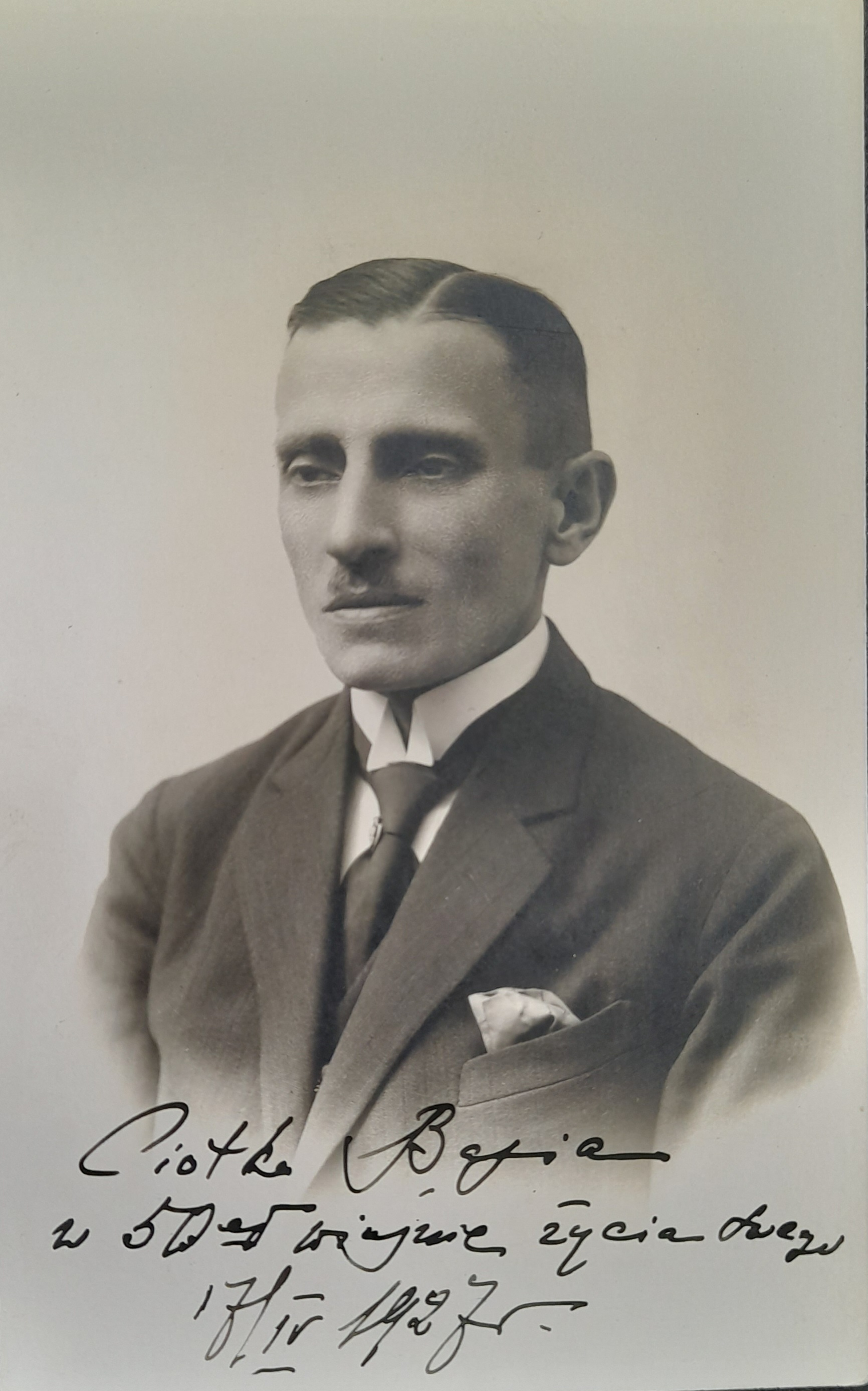
Roman Brelewski w 1927 r.
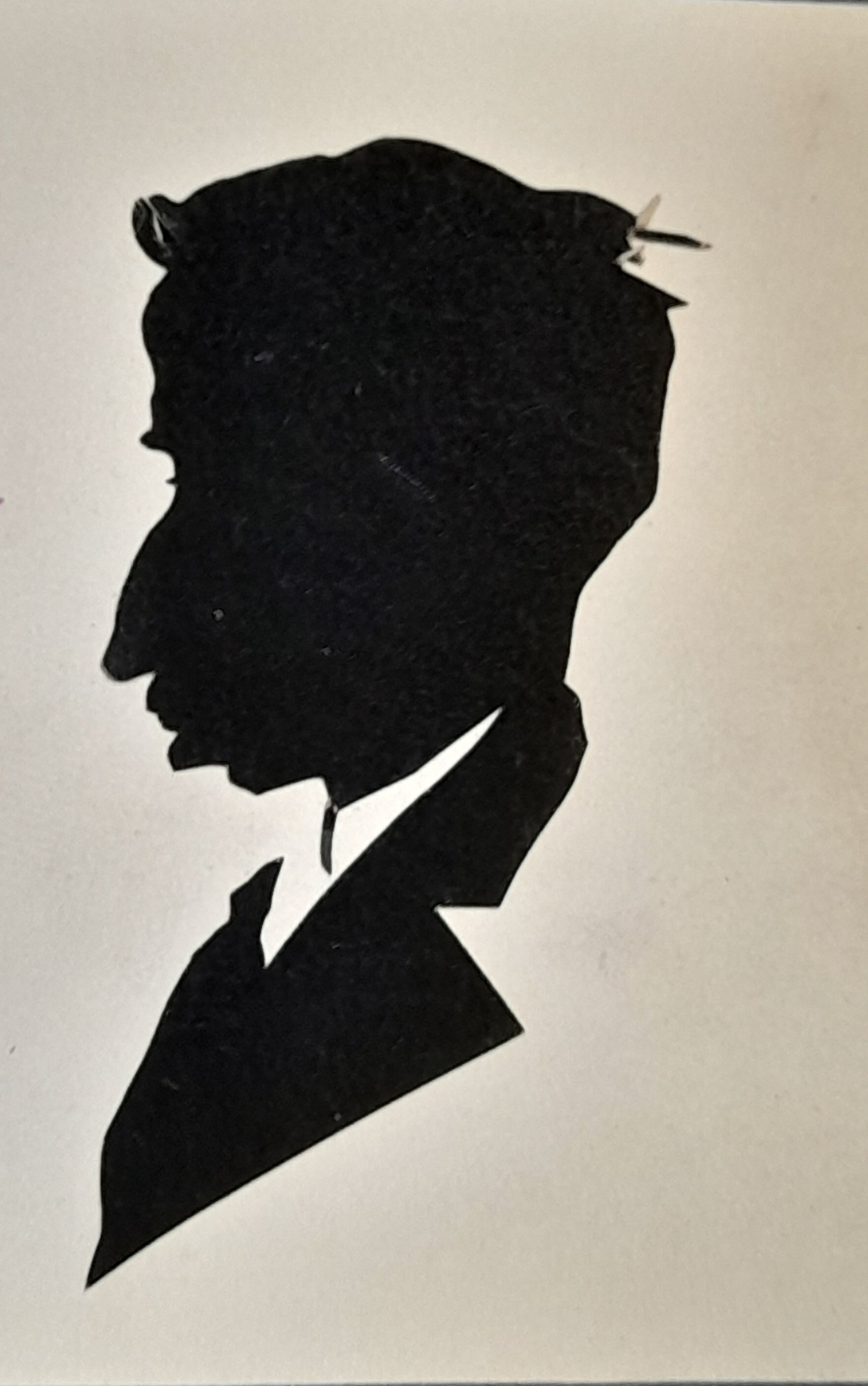
Karykatura Romana Brelewskiego wykonana podczas Powszechnej Wystawy Krajowej w Poznaniu w 1929 r. Autor: Feliks Dzikowski?

Działał na polu ruchów katolickich. Był członkiem Sodalicji Mariańskiej panów pod wezwaniem Najświętszej Marii Panny, Królowej Korony Polskiej. W czerwcu 1929 został wybrany prefektem warszawskiej Sodalicji Mariańskiej panów, a w sierpniu 1929 otrzymał przyznany przez papieża Piusa XI złoty krzyż Pro Ecclesia et Pontifice. Na przełomie 1930/1931 został członkiem Polskiego Towarzystwa Prehistorycznego (był wówczas przypisany do adresu ulicy Polnej 46 m. 7 w Warszawie). W latach 30. był członkiem rady wyższej Towarzystwa św. Wincentego à Paulo w Warszawie. 13 grudnia 1938 został wybrany skarbnikiem Świętojańskiej Polskiej Chrześcijańskiej Kasy Bezprocentowej „Parjan” w Warszawie, zatwierdzonej 15 października 1937. Pełnił funkcję prezesa warszawskiego Zjednoczenia Polskich Inżynierów Katolików, do 1939 był członkiem zarządu głównego ZPIK, jako działacz tej organizacji wygłaszał odczyty.
Publikował na łamach czasopism „Wiara i Życie”, „Kurier Warszawski”, „Biuletyn Zjednoczenia Polskich Inżynierów Katolików”. Był autorem publikacji pt. Stosunek pracodawcy do pracownika (1937), Krótka bibliografia religijny (1938).